# Виллет-сюр-Об
Вилле́т-сюр-Об (фр. Villette-sur-Aube) — коммуна во Франции, находится в регионе Гранд-Эст. Департамент — Об. Входит в состав кантона Арси-сюр-Об. Округ коммуны — Труа.
Код INSEE коммуны — 10429.
Коммуна расположена приблизительно в 135 км к востоку от Парижа, в 55 км южнее Шалон-ан-Шампани, в 27 км к северу от Труа.

## Население
Население коммуны на 2008 год составляло 223 человека.
| 1962 | 1968 | 1975 | 1982 | 1990 | 1999 | 2008 |
| ---- | ---- | ---- | ---- | ---- | ---- | ---- |
| 148  | 186  | 207  | 194  | 181  | 175  | 223  |

## Администрация
| Период | Период | Фамилия            | Партия | Примечания |
| ------ | ------ | ------------------ | ------ | ---------- |
| 2001   | 2008   | Жильбер Пиньяр     |        |            |
| 2008   |        | Франсуаза Шампенуа |        |            |

## Экономика

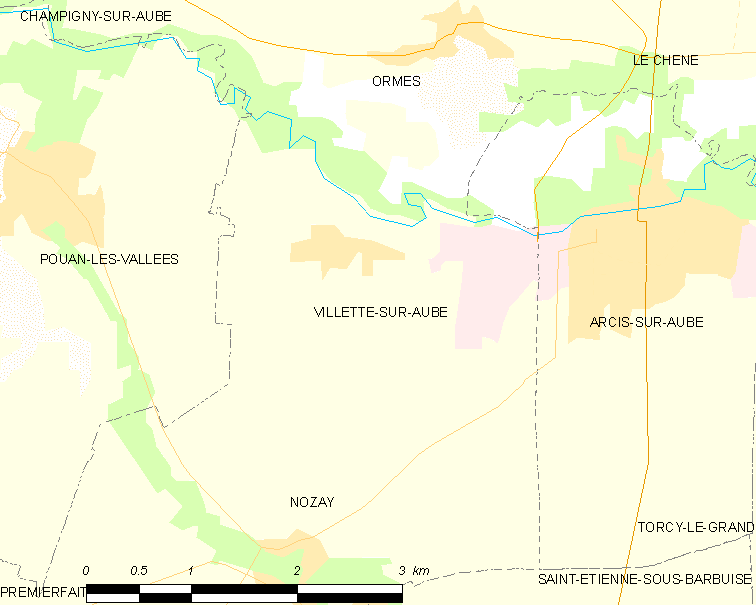
Карта коммуны

В 2007 году среди 139 человек в трудоспособном возрасте (15—64 лет) 116 были экономически активными, 23 — неактивными (показатель активности — 83,5 %, в 1999 году было 73,8 %). Из 116 активных работали 103 человека (61 мужчина и 42 женщины), безработных было 13 (5 мужчин и 8 женщин). Среди 23 неактивных 7 человек были учениками или студентами, 7 — пенсионерами, 9 были неактивными по другим причинам.
В коммуне Виллет-сюр-Об базируется кооператив Cristal Union, второй крупнейший производитель сахара во Франции.